# Бонневелд, Баренд
Баренд Бонневелд (нидерл. Barend Bonneveld; 27 ноября 1887, Димен — 9 февраля 1978, Амстердам) — нидерландский борец, выступавший в тяжёлой весовой категории. Участник двух Олимпиад — 1912 года в Стокгольме и 1920 года в Антверпене.

## Ранние годы
Родился в Димене в семье рабочего Хармена Бонневелда и его жены Арантье Глеббек. Отец был родом из Димена, а мать родилась в Ватерграфсмере, они поженились в январе 1887 года Ватерграфсмере. В феврале 1899 года в их семье родилась дочь Якоба, а в сентябре того же года глава семейства умер в возрасте 25 лет. Два года спустя мать вышла замуж за Лендерта ван Коя и родила ему четверых детей.

## Спортивная карьера
Был членом атлетического клуба «Херкюлес» из Амстердама. Летом 1912 года отправился в Стокгольм на Олимпийские соревнования по греко-римской борьбе. Выступая в тяжёлой весовой категории, Баренд в первом раунде одержал победу на финским борцом Эмилем Баскениусом. В следующем раунде он одолел немца Якоба Незера, а затем уступил финну Калле Вильяма из-за дисквалификации за пассивность.
Восемь лет спустя вновь отправился на Олимпийские игры, которые на этот раз проходили в бельгийском Антверпене. На турнире 32-летний борец провёл всего один поединок, проиграв шведу Андерсу Алгрену.

## Личная жизнь
Женился в возрасте двадцати шести лет — его супругой стала 22-летняя Элизабет Бонневелд, уроженка Ньивер-Амстела. Их брак был зарегистрирован 5 августа 1914 года в Амстердаме. Элизабет была старшей сестрой Яна Бонневелда, будущего вратаря футбольного клуба «Аякс».
В октябре 1915 года родился сын Баренд. Сын стал членом «Аякса» в 1931 году и играл на позиции вратаря за юношеские, молодёжные и резервные команды — позже выступал за АПГС и ЙОС, был сотрудником полиции.
Умер 9 февраля 1978 года в Амстердаме в возрасте 90 лет.